# 5223 McSween
5223 McSween eller 1981 EX6 är en asteroid i huvudbältet som upptäcktes den 6 mars 1981 av den amerikanska astronomen Schelte J. Bus vid Siding Spring-observatoriet. Den är uppkallad efter den amerikanske geologen Harry McSween.
Asteroiden har en diameter på ungefär 12 kilometer.